# Metatemnus unistriatus
Metatemnus unistriatus är en spindeldjursart som först beskrevs av Vladimir V. Redikorzev 1938.  Metatemnus unistriatus ingår i släktet Metatemnus och familjen Atemnidae. Inga underarter finns listade i Catalogue of Life.